# Wereldkampioenschappen zwemmen 2025 – 4×100 meter vrije slag mannen
De 4×100 meter vrije slag mannen op de wereldkampioenschappen zwemmen 2025 vond plaats op 27 juli 2025 in Singapore. De acht snelste ploegen in de series kwalificeerden zich voor de finale.

## Records
Voorafgaand aan het toernooi waren dit het wereldrecord en het kampioenschapsrecord
| Wereldrecord         | Verenigde Staten Michael Phelps Garrett Weber-Gale Cullen Jones Jason Lezak | 3.08,24 | Peking  | 11 augustus 2008 |
| Kampioenschapsrecord | Verenigde Staten Caeleb Dressel Blake Pieroni Zach Apple Nathan Adrian      | 3.09,06 | Gwangju | 21 juli 2019     |

## Uitslagen

### Series
| Rang | Serie | Baan | Land                | Namen | Tijd         | Bijz.        |
| ---- | ----- | ---- | ------------------- | --- | ------------ | ------------ |
| 1    | 3     | 4    | Verenigde Staten    | Shaine Casas (48,58) Jonny Kulow (47,51) Destin Lasco (47,60) Patrick Sammon (47,48)                          | 3.11,17      | Q            |
| 2    | 2     | 4    | Australië           | Flynn Southam (48,12) Kai Taylor (47,55) Maximillian Giuliani (48,08) Kyle Chalmers (47,54)                   | 3.11,29      | Q            |
| 3    | 3     | 5    | Italië              | Carlos D'Ambrosio (47,96) Lorenzo Zazzeri (47,63) Leonardo Deplano (48,29) Manuel Frigo (48,14)               | 3.12,02      | Q            |
| 4    | 2     | 5    | China               | Chen Juner (48,56) Wang Haoyu (47,59) Liu Wudi (48,38) Pan Zhanle (47,73)                                     | 3.12,26      | Q            |
| 5    | 2     | 3    | Canada              | Ruslan Gaziev (48,75) Joshua Liendo (47,26) Antoine Sauve (48,37) Filip Senc-Samardzic (48,26)                | 3.12,64      | Q            |
| 6    | 3     | 3    | Verenigd Koninkrijk | Jacob Mills (48,34) Duncan Scott (47,56) Jacob Whittle (48,11) Tom Dean (48,68)                               | 3.12,69      | Q            |
| 7    | 3     | 2    | Hongarije           | Nándor Németh (47,87) Hubert Kós (47,71) Dániel Mészáros (48,56) Ádám Jászó (48,57)                           | 3.12,71      | Q            |
| 8    | 2     | 8    | Litouwen            | Tajus Juska (48,60) Tomas Navikonis (47,47) Tomas Lukminas (47,83) Danas Rapšys (48,84)                       | 3.12,74      | Q, NR        |
| 9    | 1     | 3    | Neutrale vlag       | Kliment Kolesnikov (48,59) Vladislav Grinev (48,00) Ivan Girev (47,90) Vasilii Kukushkin (48,38)              | 3.12,87      |              |
| 10   | 3     | 6    | Duitsland           | Josha Salchow (48,21) Rafael Miroslaw (48,32) Kaii Winkler (47,52) Luca Armbruster (48,84)                    | 3.12,89      |              |
| 11   | 3     | 1    | Frankrijk           | Rafael Fente-Damers (48,58) Nans Mazellier (48,52) Ethan Dumesnil (48,27) Yann Le Goff (47,55)                | 3.12,92      |              |
| 12   | 2     | 1    | Israël              | Alexey Glivinsky (48,72) Denis Loktev (48,12) Daniel Krichevsky (48,01) Martin Kartavi (48,54)                | 3.13,39      | NR           |
| 13   | 3     | 7    | Polen               | Kamil Sieradzki (48,39) Jakub Majerski (48,16) Ksawery Masiuk (47,48) Karol Ostrowski (49,57)                 | 3.13,60      |              |
| 14   | 2     | 7    | Kroatië             | Jere Hribar (47,93 NR) Nikola Miljenić (48,57) Vlaho Nenadić (48,82) Toni Dragoja (48,70)                     | 3.14,02      |              |
| 15   | 2     | 6    | Servië              | Nikola Aćin (48,78) Velimir Stjepanović (48,10) Luka Jovanović (49,16) Justin Cvetkov (48,07)                 | 3.14,11      |              |
| 16   | 2     | 2    | Spanje              | Sergio de Celis (48,24 NR) Luca Hoek Le Guenedal (47,68) Miguel Pérez-Godoy (48,86) Nacho Campos Beas (49,56) | 3.14,34      |              |
| 17   | 3     | 0    | Noorwegen           | Sander Sorensen (48,73) Markus Lie (49,10) Jakob Harlem (49,84) Bjørnar Laskerud (48,99)                      | 3.16,66      |              |
| 18   | 2     | 0    | Singapore           | Ardi Azman (50,03) Mikkel Lee (48,91) Jonathan Tan (48,94) Glen Lim (50,50)                                   | 3.18,38      |              |
| 19   | 1     | 4    | Mexico              | Andres Dupont (48,48) Jorge Iga (48,37) Marcus Reyes-Gentry (50,36) Héctor Ruvalcaba (51,60)                  | 3.18,81      |              |
| 20   | 3     | 8    | Luxemburg           | Ralph Daleiden (48,60 NR) Remi Fabiani (49,37) João Carneiro (51,86) Julien Henx (51,56)                      | 3.21,39      |              |
| —    | 1     | 5    | Kenia               | Niet gestart                                                                                                  | Niet gestart | Niet gestart |

### Finale
| Rang   | Baan | Land                | Namen                                                                                          | Tijd    | Bijz.  |
| ------ | ---- | ------------------- | ---------------------------------------------------------------------------------------------- | ------- | ------ |
| Goud   | 5    | Australië           | Flynn Southam (47,77) Kai Taylor (47,04) Maximillian Giuliani (47,63) Kyle Chalmers (46,53)    | 3.08,97 | CR, OC |
| Zilver | 3    | Italië              | Carlos D'Ambrosio (47,78) Thomas Ceccon (47,10) Lorenzo Zazzeri (47,36) Manuel Frigo (47,34)   | 3.09,58 | NR     |
| Brons  | 4    | Verenigde Staten    | Jack Alexy (47,24) Patrick Sammon (47,03) Chris Guiliano (47,43) Jonny Kulow (47,94)           | 3.09,64 |        |
| 4      | 7    | Verenigd Koninkrijk | Jacob Mills (48,51) Matthew Richards (47,32) Jacob Whittle (47,67) Duncan Scott (47,23)        | 3.10,73 | NR     |
| 5      | 6    | China               | Chen Juner (48,58) Wang Haoyu (47,91) Liu Wudi (48,03) Pan Zhanle (46,63)                      | 3.11,15 |        |
| 6      | 1    | Hongarije           | Nandor Nemeth (47,89) Szebasztián Szabó (48,11) Dániel Mészáros (48,48) Adam Jaszo (48,27)     | 3.12,75 |        |
| 7      | 8    | Litouwen            | Tomas Navikonis (48,37) Tomas Lukminas (47,89) Tajus Juska (48,26) Danas Rapšys (48,32)        | 3.12,84 |        |
| 8      | 2    | Canada              | Ruslan Gaziev (48,37) Joshua Liendo (47,08) Antoine Sauve (48,18) Filip Senc-Samardzic (49,26) | 3.12,89 |        |